# Hendea coatesi
Hendea coatesi is een hooiwagen uit de familie Triaenonychidae.